# Peberfrugt
 Denne artikel bør gennemlæses af en person med fagkendskab for at sikre den faglige korrekthed.

Rød peber, grøn peber eller peberfrugt er sammen med chili frugter af forskellige sorter af arten Spansk Peber og det samme for Snack Peber. Peberfrugt forhandles som grønne, gule og røde peberfrugter, alt efter modningsgraden. Peberfrugt indeholder store mængder C-vitamin. I 100 g rød peber findes 191 mg.C-vitamin .
-

## Sorter
Spansk Peber dyrkes overalt i verden. Selv om den er én art, har den mange navne, selv inden for en enkelt sprogområde. På dansk kaldes de store, milde frugter under ét for Spansk Peber, mens de mindre og mere skarpt smagende kaldes Paprika eller Chili.
Den findes også som orange, hvide, lilla, violet, blå, lilla/sorte Mavras, sorte Mavras, sorte og brune/ chokolade.
|  | Navn          | Skarphed (Scoville-skalaen) | Længde  | Beskrivelse |
|  | ------------- | --------------------------- | ------- | --- |
|  | Anaheim       | 500 - 2,500                 | 15 cm   | Glat, smal frugt, der først blev dyrket i Californien. Modne frugter bliver røde. |
|  | Spansk Peber  | 0                           | 15 cm   | En gruppe af sorter med store, kantede frugter uden mærkbar skarphed. Umodne frugter kaldes Grøn Peber. De modne kan være røde, gule, orange, hvide, lilla, violette, blå, (lilla/sorte Mavras, sorte Mavras), sorte eller brune/chokolade. |
|  | Cascabel      | 3.000                       | 2,5 cm  | En lille, rund frugt, som oftest er tørret og har en nøddeagtig smag. Navnet betyder "rangle" på spansk og hentyder til raslelyden, der kommer, når frøene bliver rystet inden i den tørre frugt.                                           |
|  | Cayenne Peber | 30.000 - 50.000             | 12,5 cm | En lang, tynd frugt, der blev bragt til Kina og Indien af portugiserne. I Europa fås den mest i tørret og pulveriseret form. |
|  | Cherry        | 3.500                       | 2,5 cm  | Sorten er opkaldt efter kirsebær, for frugten er lille, rund og rød. Den fås både frisk, syltet og som pickles. |
|  | Pasilla       | 1.000 - 2.000               | 15 cm   | Sorten er populær i det mexicanske køkken. Ses næsten kun tørret, hvor den oftest benævnes "pasilla". |
|  | Vildform      | 50.000 - 100.000            | 0,5 cm  | En lille, skarp frugt, der ofte ædes af fugle. Planten anses for at være den oprindelige form for Spansk Peber. Arkæologiske fund viser, at den har været spist allerede for 9.500 år siden.                                                |
|  | de Arbol      | 15.000 - 30.000             | 8 cm    | Slanke frugter, der ofte dyrkes i Mexico. Det spanske navn betyder "træagtig". |
|  | Jalapeño      | 2.500 - 10.000              | 9 cm    | Meget populær i USA, hvorfra smagen har bredt sig. Den fås ofte syltet. Røgtørret jalapeño kaldes chipotle. |
|  | Pepperoncini  | 0 - 500                     | 8 cm    | Sødtsmagende og mild frugt, der bruges hyppigt i det italienske og græske køkken. Fås ofte som pickles. |
|  | Poblano       | 1.000 - 2.000               | 13 cm   | En stor, mørkfarvet og hjerteformet frugt, som er meget populær i Mexico. Den bruges gerne i retten chili relleno. Tørrede frugter kaldes anchos.                                                                                           |
|  | Serrano       | 8.000 - 22.000              | 5 cm    | En tynd, tilspidset frugt, der spises umoden (grøn) og moden (rød). Det er ikke nødvendigt at skrælle den, da dens skin er meget tyndt. |
|  | Cubanelle     | 1,5                         | 12,7 cm | En mellemtyk, men tilspidset frugt, som ofte bruges i det italienske køkken. |
|  | Thai          | 75.000 - 150.000            | 4 cm    | En tynd frugt med en tydelig spids. Den bruges meget i de sydøstasiatiske køkkener og særligt i Thailand. |

## Reference
1. ↑  "Fødevaredatabanken – Detaljerede fødevareoplysninger". Arkiveret fra originalen 23. november 2007. Hentet 14. december 2007.
2. ↑  Peberfrugt (Spansk peber) - Purple Beauty